# Oskuja
L'Oskuja (in russo Оскуя?), o Oskuj (Оскуй), è un fiume della Russia europea, affluente di destra del Volchov che scorre nei rajon Ljubytinskij, Malovišerskij e Čudovskij dell'oblast' di Novgorod. 
Il fiume ha origine nella palude Amel'nikovskij, 6 km a ovest del villaggio di Babčicy, nel distretto Ljubytinskij. Ha una lunghezza di 114 km, il suo bacino è di 1 470 km², sfocia nel Volchov a 118 km dalla foce nel distretto Čudovskij, 10 km a valle del villaggio di Gruzino. Scorre prevalentemente in direzione nord-occidentale. Nei tratti inferiori è navigabile.